# Dipartimento di El Paraíso
Il dipartimento di El Paraíso è un dipartimento dell'Honduras meridionale avente come capoluogo Yuscarán.
Il dipartimento di El Paraíso comprende 19 comuni:
- Alauca
- Danlí
- El Paraíso
- Güinope
- Jacaleapa
- Liure
- Morocelí
- Oropolí
- Potrerillos
- San Antonio de Flores
- San Lucas
- San Matías
- Soledad
- Teupasenti
- Texiguat
- Trojes
- Vado Ancho
- Yauyupe
- Yuscarán